# Álpozitív (film)
Az Álpozitív (eredeti cím: False Positive) 2021-ben bemutatott amerikai horror-thriller, amelyet John Lee rendezett Lee és Ilana Glazer forgatókönyvéből. A főszerepet Glazer, Justin Theroux, Pierce Brosnan és Sophia Bush alakítja.
Világpremierje 2021. június 18-án volt a Tribeca Filmfesztiválon. A Hulu 2021. június 25-én mutatta be.

## Cselekmény
Lucy hosszas próbálkozás után teherbe esik, azonban nyugtalanító igazságot tud meg termékenységi orvosáról.

## Szereplők
| Szerep              | Színész        | Magyar hang            |
| ------------------- | -------------- | ---------------------- |
| Lucia "Lucy" Martin | Ilana Glazer   | Kis-Kovács Luca        |
| Adrian Martin       | Justin Theroux | Horváth-Töreki Gergely |
| Dr. John Hindle     | Pierce Brosnan | Kautzky Armand         |
| Grace Singleton     | Zainab Jah     | Kocsis Mariann         |
| Dawn nővér          | Gretchen Mol   | Zakariás Éva           |
| Corgan              | Sophia Bush    | Roatis Andrea          |
| Greg                | Josh Hamilton  | Láng Balázs            |
| Dirk                | Kelly AuCoin   | N/A                    |
| Rita nővér          | Sabina Gadecki | N/A                    |

## A film készítése
2019 februárjában jelentették be, hogy Ilana Glazer lesz a film főszereplője, a producer pedig John Lee volt, akinek a forgatókönyvét ő és Glazer írták. Az A24 gyártotta.  2019 márciusában Pierce Brosnan, Zainab Jah, Gretchen Mol, Sophia Bush és Josh Hamilton csatlakozott a film szereplőgárdájához.
A forgatás 2019 áprilisában kezdődött.

## Bemutató
2020 decemberében a Hulu megvásárolta a film amerikai forgalmazási jogait. Világpremierje 2021. június 18-án volt a Tribeca Filmfesztiválon. A film 2021. június 25-én jelent meg a Hulun.

## Fordítás
- Ez a szócikk részben vagy egészben  a   False Positive (film) című angol Wikipédia-szócikk fordításán alapul.  Az eredeti cikk szerkesztőit annak laptörténete sorolja fel. Ez a jelzés csupán a megfogalmazás eredetét és a szerzői jogokat jelzi, nem szolgál a cikkben szereplő információk forrásmegjelöléseként.